# Guàndǐng

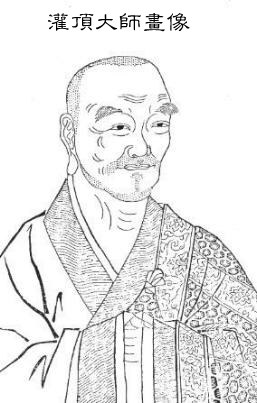
Guàndǐng (灌頂, 561-632).

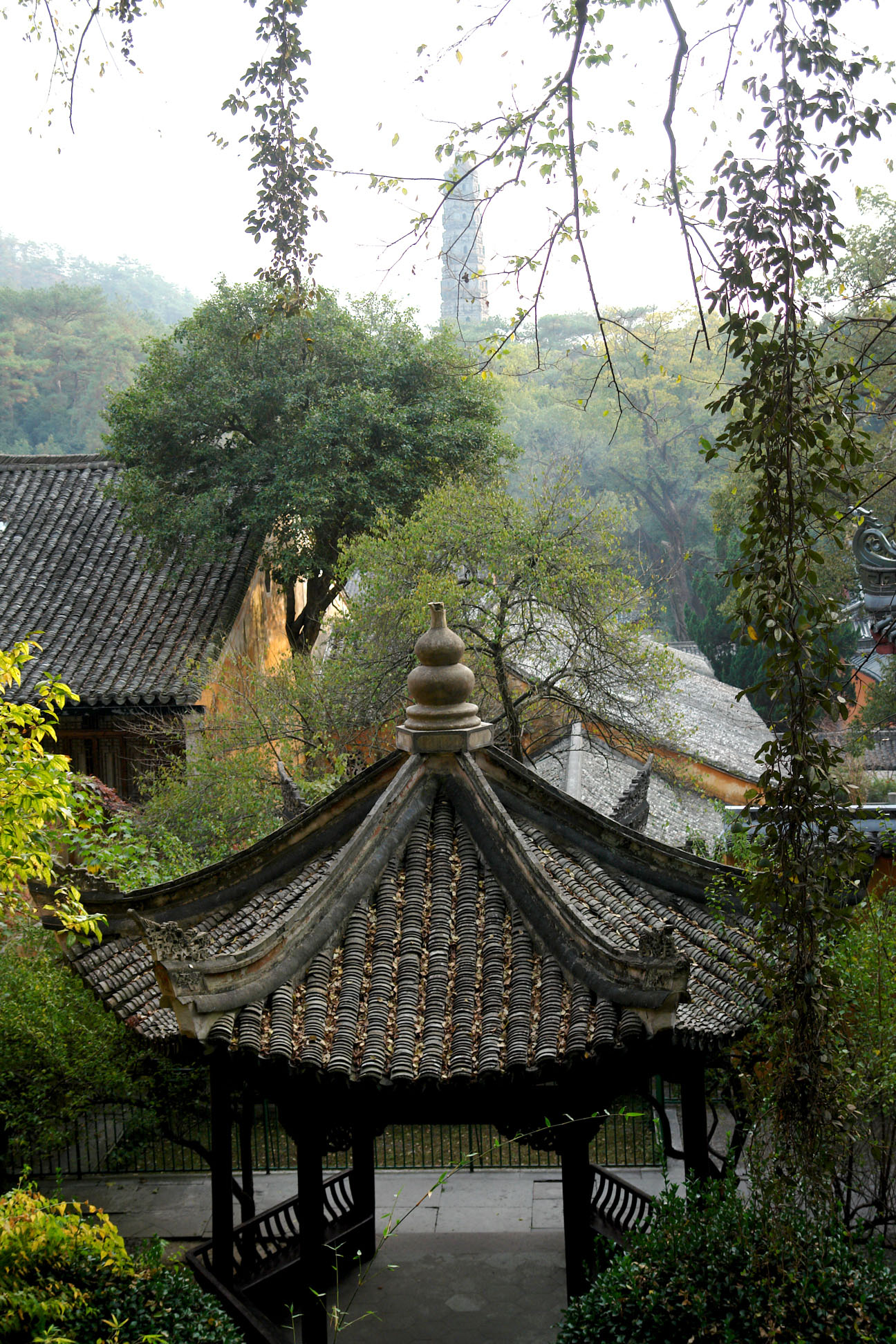
Il tempio di Guóqīng (國清寺 Guóqīng sì) sui Monti Tiāntái. Costruito da Guàndǐng (灌頂, 561-632) nel 598, durante la Dinastia Sui, fu ricostruito nel XVIII secolo durante la Dinastia Qing.

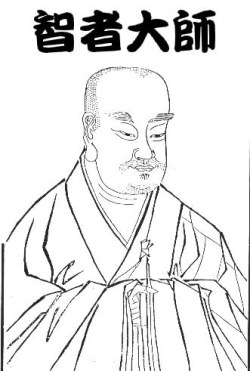
Zhìyǐ (智顗, 538-597), terzo patriarca cinese del Tiāntái e maestro di Guàndǐng.

(Guàndǐng, 灌頂, Yuándùn Zhǐguān 圓頓止觀)
Guàndǐng Zhāngān Dàshī (灌頂 章安 大師, Wade-Giles: Kuan-ting Chang'an. In giapponese: Kanjō o Shōan; Zhāng'ān, 561 – Kuaiji, 632) è stato un monaco buddista cinese, patriarca della scuola Tiāntái.

## La vita e le opere
Guàndǐng fu il quinto patriarca della scuola buddista cinese Tiāntái (天台宗), secondo il lignaggio tradizionale di questa scuola, e fu il principale discepolo di Zhìyǐ (智顗 538-597), quest'ultimo quarto patriarca e fondatore dell'omonimo monastero sui Monti Tiāntái.
Nacque nel 561 a Zhāng'ān (章安, provincia dello Zhèjiāng), per questa ragione il suo titolo onorifico post-mortem fu  Zhāngān Dàshī (章安大師) ma la sua famiglia, di nome  Wú (呉) era originaria di Yíxīng (宜興, provincia dello Jiāngsū).
Il suo nome da bambino era  Fēifán (非凡). Perse il padre quando era molto piccolo e fu allevato dalla madre divenuta vedova. A sei anni entrò in un monastero della città natale e fu educato dall'abate Huizeng, mostrando particolare interesse per la letteratura tradizionale. A vent'anni ebbe l'ordinazione monastica completa secondo le regole del vinaya.
Morto Huizeng, nel 584, a ventitré anni si recò sui monti Tiāntái dove Zhìyǐ aveva fondato, nel 575, l'omonimo monastero, divenendone il principale discepolo. Rimase con Zhìyǐ fino alla morte del maestro, avvenuta nel 597.
Nel 585 accompagnò il maestro, convocato dall'imperatore  Hòu Zhǔ  (後主, conosciuto anche come Chén Shúbǎo, 陳叔寶, ultimo imperatore della dinastia Chen, regno: 582-89), a Nanchino (Nanjing).
A Nanchino, Guàndǐng assistette a tutte le lezioni sul Sutra del Loto tenute da Zhìyǐ che raccolse nel Miàofǎliánhuājīng wénjù (妙法蓮華經文句, anche Fǎhuā wénjù, Parole del Sutra del Loto, giapp. Myōhōrengekyō mongu, T.D. 1718).
Nel 588 Nanchino fu attaccata dalle armate settentrionali della neonata dinastia Sui (già dinastia Zhou del Nord) e Zhìyǐ e Guàndǐng si diressero prima sul Monte Lu (廬山 Lú shān) poi al tempio di Nányuè (南岳, meglio conosciuto come Tempio del Monte Heng, 南岳大庙, attualmente nello Henan) dove era risieduto, fino alla morte, il maestro di Zhìyǐ, Huìsī  (慧思, 515-577).
Dopo il rovesciamento della dinastia Chen, maestro e discepolo si recarono nella regione dello (nello Hubei) dove Zhìyǐ fondò il tempio Yuquan (玉泉寺) sull'omonimo monte e dove tenne altre lezioni sul Sutra del Loto raccolte, sempre da Guàndǐng, nel Miàofǎ liánhuā jīngxuán yì (妙法蓮華經玄義, anche Fǎhuā xuányì , Il profondo significato del Sutra del Loto della Legge meravigliosa, giapp. Myōhō renge kyōgen gi, T.D. 1716, 33.618-815).
L'anno successivo, nel 594, Zhìyǐ espose gli insegnamenti raccolti nella la sua terza opera maggiore, il Móhē Zhǐguān (摩訶止觀, Grande trattato di calma e discernimento, giapp. Maka Shikan, T.D. 1911).,  da Guàndǐng, il quale aggiunse l'introduzione che contiene una sua opera importante, lo Yuándùn Zhǐguān (圓頓止觀 Perfetta e immediata meditazione di calma-e-discernimento, giapp. Endon Shikan).
Nel 597, dopo la morte del maestro a cui assistette fino agli ultimi istanti raccogliendone gli ultimi insegnamenti nel Guānxīn lùn (觀心論, Vedere la mente, giapp. Kanjin ron, T.D.  1920, 46.584-587) . Guàndǐng gli succedette come abate del monastero e patriarca della scuola.
La dinastia Sui fu molto favorevole alla scuola Tiāntái, il primo imperatore di questa dinastia, Wén (文, conosciuto anche come Yáng Jiān, 揚堅, regno: 581-604), insignì lo stesso Zhìyǐ del titolo di  Zhìzhě dàshī  (智者大師, Maestro Sapiente), così anche il suo successore,  Yáng (楊, conosciuto anche come Yáng Guǎng, 楊廣, regno: 604-17), continuò a sostenere i monaci del monte Tiāntái costruendo nuovi templi e offrendo continue donazioni. Lo stesso Yáng convocò Guàndǐng più volte a corte,  a Chang'an, prima ancora di divenire imperatore. Così le cronache biografiche su Guàndǐng sostengono che egli ricoprì l'incarico di cappellano imperiale per tre estati, dal 602 al 605, quando rientrò al monastero Tiāntái. Fu convocato nuovamente a corte nel 611 poco prima di una spedizione militare cinese contro la Corea.
Gli ultimi anni della sua vita Guàndǐng li trascorse nel monastero Tiāntái dove raccolse numerosi discepoli e dove completò due commentari sul  Mahāyāna Mahāparinirvāna-sūtra (Grande sutra mahayana della totale estinzione,  cin. 大般泥洹經 Dà bān níhuán jīng, giapp. Dainehankyō, conservato nel Nièpánbù): il Daniepanjingxuanyi (大般涅槃經玄義), e il Daniepanjingshu, che unitamente ai commentari di Zhìyǐ sul Sutra del Loto, consentirono alla scuola Tiāntái di detenere commentari completi sui sutra buddisti considerati i più importanti nel Buddismo cinese.
Dopo il crollo della dinastia Sui, avvenuta di fatto proprio con l'assassinio a Jang Du nel 618 dell'imperatore Yáng (a cui seguirono due successivi imperatori della dinastia Sui durati pochi mesi) e con l'inizio della dinastia Tang, cessarono i favori imperiali per la scuola Tiāntái. Da quel momento non si conoscono più notizie relative a Guàndǐng, se non che visse in uno stato di estrema indigenza, continuando a lavorare sui suoi commentari. Ne produsse in totale otto suddivisi in quarantanove fascicoli, continuando a insegnare ai suoi discepoli. Ciò avvenne fino alla sua morte, avvenuta nel monastero della città di Kuaiji (provincia di Zhejiang), nel 632.
Successore di Guàndǐng nel lignaggio Tiāntái sarà Zhìwēi (智威?-680).